# Rhein-Wupper-Kreis

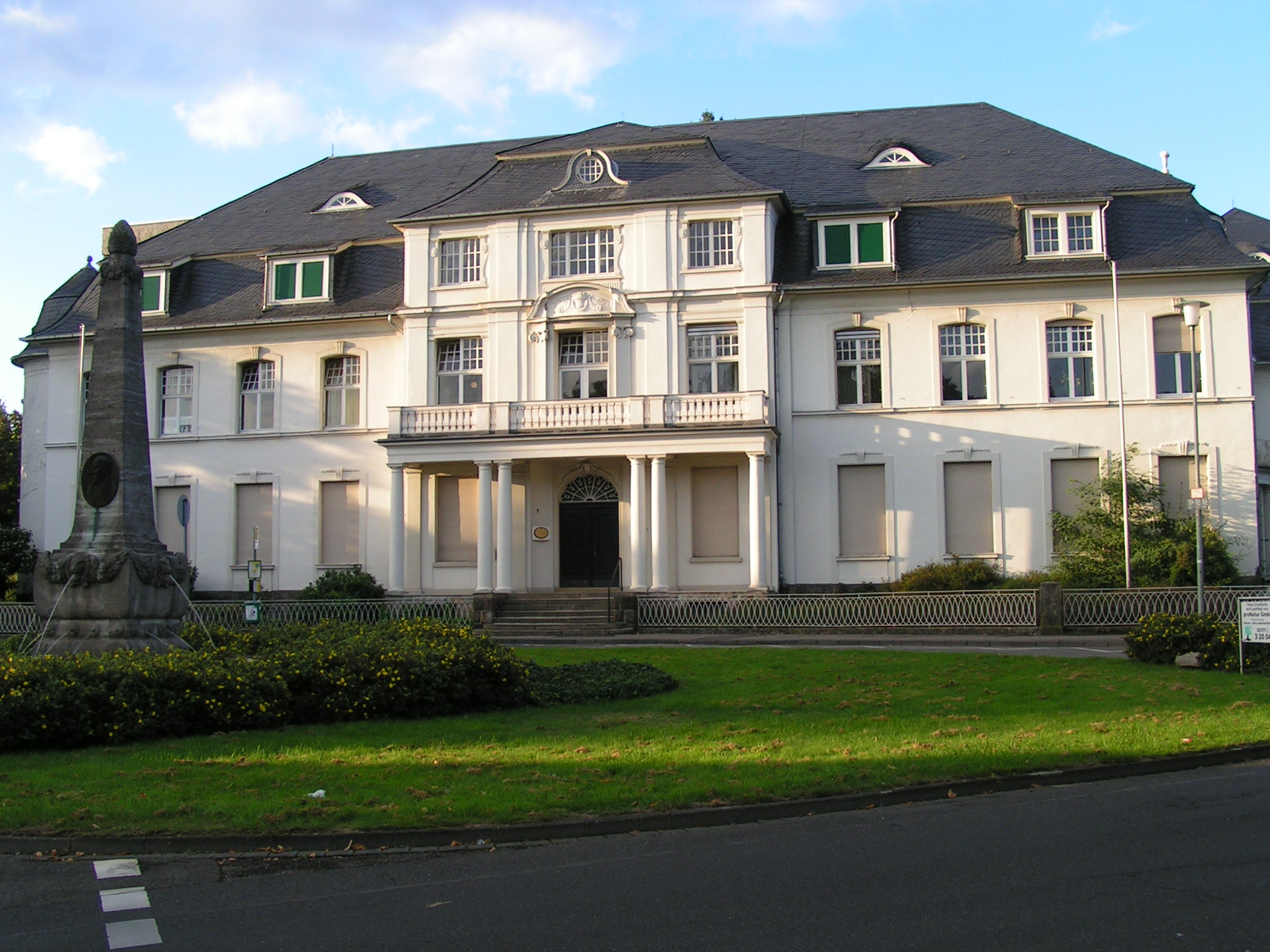
Ehemaliges Landratsamt in Opladen, jetzt Stadtarchiv Leverkusen

Der Rhein-Wupper-Kreis war von 1929 bis 1974 ein Landkreis im Regierungsbezirk Düsseldorf. Mit jenem gehörte er zunächst zur preußischen Rheinprovinz und seit 1946 zu Nordrhein-Westfalen. Bis 1931 lautete seine Bezeichnung Kreis Solingen-Lennep. Kreisstadt war Opladen. Im Rahmen der Gebietsreform 1975 wurde der Kreis durch das Köln-Gesetz aufgelöst.

## Geographie

### Nachbarkreise
Der Rhein-Wupper-Kreis grenzte 1974 im Uhrzeigersinn im Nordwesten beginnend an den Kreis Düsseldorf-Mettmann, an die kreisfreien Städte Solingen, Remscheid und Wuppertal, an den Ennepe-Ruhr-Kreis, den Kreis Lüdenscheid, Oberbergischen und den Rheinisch-Bergischen Kreis, an die kreisfreien Städte Leverkusen und Köln sowie an den Kreis Grevenbroich.

## Geschichte

### Gründung
Der Kreis entstand durch Zusammenschluss der Kreise Solingen und Lennep, der aufgrund des Gesetzes über die kommunale Neugliederung des rheinisch-westfälischen Industriegebietes am 1. August 1929 durchgeführt wurde.
Aufgrund dieses Gesetzes wurden die Stadt Lennep und weitere Gemeinden aus dem Kreis Lennep ausgegliedert und in die kreisfreie Stadt Remscheid eingemeindet, die schon 1888 den Kreis verlassen hatte. Auch die 1896 aus dem Landkreis Solingen ausgeschiedene kreisfreie Stadt Solingen, trotz der fehlenden Kreisangehörigkeit weiterhin Kreissitz des Landkreises, wurde auf dessen Kosten vergrößert.
Die verbliebenen Städte und Gemeinden der beiden Kreise wurden zum Kreis Solingen-Lennep vereint. Am 3. August 1931 erfolgte die Umbenennung in Rhein-Wupper-Kreis, was dem Umstand Rechnung trug, dass die bislang namensgebenden Städte Solingen und Lennep dem Kreis nicht angehörten. Der neue Name nahm Bezug auf die Lage des Kreisgebietes an den Flüssen Rhein und Wupper. Den neuen Kreis bildeten anfänglich die 20 Städte und Gemeinden Baumberg, Bergisch Neukirchen, Burg an der Wupper, Burscheid, Dabringhausen, Dhünn, Hitdorf, Hückeswagen, Leichlingen, Lützenkirchen, Monheim, Opladen, Radevormwald, Rheindorf, Richrath-Reusrath, Schlebusch, Steinbüchel, Wermelskirchen, Wiesdorf und Witzhelden. Im Kreis bestanden zunächst drei Ämter, das Amt Dabringhausen mit den Gemeinden Dabringhausen und Dhünn, das Amt Monheim mit den Gemeinden Monheim und Baumberg sowie das Amt Schlebusch mit den Gemeinden Lützenkirchen, Schlebusch und Steinbüchel.

### Änderungen der Verwaltungsstruktur
- Rheindorf, Schlebusch, Steinbüchel und Wiesdorf bildeten 1930 die neue Stadt Leverkusen.[1] Gleichzeitig wurde Lützenkirchen nach Opladen eingemeindet.
- Die Gemeinde Richrath-Reusrath wurde 1936 in Langenfeld (Rhld.) umbenannt.[2]
- Das Amt Dabringhausen wurde am 1. April 1938 aufgelöst. Gleichzeitig wurde das Amt Wermelskirchen gebildet, bestehend aus der Stadt Wermelskirchen sowie den Gemeinden Dabringhausen und Dhünn.[3]
- Die Stadt Hitdorf wurde am 1. April 1939 in das Amt Monheim eingegliedert.[4]
- Die Gemeinde Langenfeld (Rhld.) erhielt 1948 die Stadtrechte.[5]
- Baumberg wurde 1951 nach Monheim eingemeindet.[6]
- Leverkusen schied am 1. Januar 1955 als neuer Stadtkreis aus dem Rhein-Wupper-Kreis aus.
- Hitdorf wurde 1960 nach Monheim eingemeindet.[7] Im selben Jahr erhielt die Gemeinde Monheim das Stadtrecht.[8]

### Wappen
| Wappen des Rhein-Wupper-Kreises | Blasonierung: „In Silber (Weiß) unter einem erhöhten blauen Wellensparren ein doppelschwänziger, blau gekrönter und blau bewehrter roter Löwe.“ |
| Wappen des Rhein-Wupper-Kreises | Wappenbegründung: Das von Richard Schwarzkopf entworfene Wappen wurde am 4. Dezember 1937 vom preußischen Staatsministerium genehmigt. Es zeigt den Bergischen Löwen unter den Flussläufen von Rhein und Wupper, dargestellt durch den Wellensparren. Der überaus größte Teil des Kreisgebietes gehörte früher zum Herzogtum Berg. |

### Auflösung
Im Zuge der nordrhein-westfälischen Gebietsreform wurde der Rhein-Wupper-Kreis gemäß § 24 Abs. 4 des Köln-Gesetzes mit Wirkung zum 1. Januar 1975 aufgelöst. Gleichzeitig wurden teilweise die Gemeindegrenzen neu gezogen:
- Burg an der Wupper wurde in die Stadt Solingen eingemeindet.
- Bergisch Neukirchen und Opladen wurden in die Stadt Leverkusen eingemeindet.
- Dabringhausen und Dhünn wurden in die Stadt Wermelskirchen eingemeindet; das Amt Wermelskirchen wurde aufgehoben.
- Monheim wurde zunächst zwischen Düsseldorf und Leverkusen aufgeteilt, die Ratsmitglieder legten jedoch Verfassungsbeschwerde ein. Der Verfassungsgerichtshof für das Land Nordrhein-Westfalen gab dieser Recht und Monheim wurde mit Wirkung zum 1. Juni 1976 eine eigenständige Stadt im Kreis Mettmann.[11] Hitdorf verblieb allerdings bei Leverkusen.
- Witzhelden wurde in die Stadt Leichlingen eingemeindet.
- Die Ortschaft Bergisch Born, die bis dahin auf die Städte Hückeswagen, Wermelskirchen und Remscheid verteilt war, kam vollständig zur kreisfreien Stadt Remscheid.
- Burscheid, Leichlingen und Wermelskirchen wurden dem Rheinisch-Bergischen Kreis zugeordnet.
- Hückeswagen und Radevormwald wurden dem Oberbergischen Kreis zugeordnet.
- Langenfeld wurde dem Kreis Mettmann zugeordnet.

### Einwohnerentwicklung
| Jahr | Einwohner | Quelle |
| ---- | --------- | ------ |
| 1933 | 150.635   | [ 2 ]  |
| 1939 | 161.448   | [ 2 ]  |
| 1950 | 214.483   | [ 2 ]  |
| 1960 | 178.800   | [ 2 ]  |
| 1961 | 184.083   | [ 10 ] |
| 1969 | 244.700   | [ 2 ]  |
| 1970 | 239.310   | [ 10 ] |
| 1973 | 260.100   | [ 12 ] |

### Gemeinden
Zuletzt bestand der Kreis aus den folgenden Gemeinden:
| Gemeindekennziffer | Name                           | Fläche in km² (Gebietsstand 1.1.1971) | Einwohnerzahl (Volkszählung vom 27.5.1970) |
| ------------------ | ------------------------------ | ------------------------------------- | ------------------------------------------ |
|                    | amtsfreie Städte und Gemeinden |                                       |                                            |
| 05 1 39 111        | Bergisch Neukirchen, Stadt     | 8,82                                  | 6.022                                      |
| 05 1 39 112        | Burg a.d. Wupper, Stadt        | 3,97                                  | 2.055                                      |
| 05 1 39 113        | Burscheid, Stadt               | 27,57                                 | 15.391                                     |
| 05 1 39 114        | Hückeswagen, Stadt             | 60,00                                 | 14.710                                     |
| 05 1 39 115        | Langenfeld (Rheinland), Stadt  | 41,96                                 | 43.205                                     |
| 05 1 39 116        | Leichlingen (Rheinland), Stadt | 25,42                                 | 20.110                                     |
| 05 1 39 117        | Monheim, Stadt                 | 31,99                                 | 36.167                                     |
| 05 1 39 118        | Opladen, Stadt                 | 16,13                                 | 42.789                                     |
| 05 1 39 119        | Radevormwald, Stadt            | 53,77                                 | 21.079                                     |
| 05 1 39 121        | Witzhelden                     | 15,35                                 | 3.807                                      |
|                    | Amt Wermelskirchen             | 77,34                                 | 33.975                                     |
| 05 1 39 211        | Dabringhausen                  | 23,30                                 | 4.380                                      |
| 05 1 39 212        | Dhünn                          | 16,87                                 | 2.915                                      |
| 05 1 39 213        | Wermelskirchen, Stadt          | 37,17                                 | 26.680                                     |

## Politik

### Ergebnisse der Kreistagswahlen ab 1946
In der Liste werden nur Parteien und Wählergemeinschaften aufgeführt, die mindestens zwei Prozent der Stimmen bei der jeweiligen Wahl erhalten haben.
Stimmenanteile der Parteien in Prozent
| Jahr | SPD  | CDU  | FDP  | BHE | KPD  | FSU |
| ---- | ---- | ---- | ---- | --- | ---- | --- |
| 1946 | 25,1 | 47,5 | 14,4 |     | 11,9 |     |
| 1948 | 28,4 | 36,3 | 18,0 |     | 10,4 | 5,1 |
| 1952 | 31,0 | 34,8 | 16,0 | 7,6 | 05,9 | 4,6 |
| 1956 | 38,5 | 38,6 | 13,4 | 7,4 |      |     |
| 1961 | 36,0 | 44,5 | 12,2 | 5,6 |      |     |
| 1964 | 44,1 | 42,4 | 11,2 | 1,5 |      |     |
| 1969 | 46,4 | 44,7 | 07,9 |     |      |     |

### Landräte
- 1929–1933: Peter Trimborn
- 1933–1935: Fritz Mißmahl
- 1935–1936: Rudolf Murray (vertretungsweise)
- 1937–1940: Georg Horstmann
- 1940–1942: Friedrich Wilhelm Dombois (vertretungsweise)
- 1942–1945: Reinfried von Baumbach
- 1945:–9999 Franz Redies
- 1946:–9999 Friedrich Hofacker (SPD)
- 1946–1948: Eugen Schneider (CDU)
- 1948–1958: Wilhelm Gladbach (CDU)
- 1958–1961: Ewald Flamme (SPD)
- 1961–1964: Wilhelm Gladbach (CDU)
- 1964–1974: Wilhelm Helf (SPD)

### Oberkreisdirektoren
- 1946–1952: Hermann Hofmann
- 1952–1967: Karl Bubner
- 1967–1974: Wilhelm Richter

## Kfz-Kennzeichen
Am 1. Juli 1956 wurde dem damaligen Landkreis bei der Einführung der bis heute gültigen Kfz-Kennzeichen das Unterscheidungszeichen OP zugewiesen. Es leitet sich von der ehemaligen Kreisstadt Opladen ab und wurde bis zum 31. Dezember 1974 ausgegeben.
Im September 2014 stimmte der Leverkusener Stadtrat für eine Wiedereinführung des OP-Kennzeichens. Seit dem 27. Juli 2015 kann ein Wunschkennzeichen reserviert werden; seit dem 3. August werden OP-Kennzeichen ausgegeben, die keiner vorher gewünschten Kombination entsprechen.